# Daniel Bravo
Daniel Bravo (Tolosa, 9 febbraio 1963) è un commentatore televisivo ed ex calciatore francese, di ruolo centrocampista offensivo.

## Carriera

### Club
Di origini spagnole, debuttò a 17 anni in Division 1 con il Nizza; successivamente militò in vari club come Monaco, Olympique Marsiglia, Paris Saint-Germain, Lione ed ebbe inoltre un'esperienza italiana con la maglia del Parma nel campionato 1996-1997. Dai tempi in cui militava per il PSG è rimasto il nome di "piccolo Principe del Parco".

Bravo (a destra) al PSG nel 1995, in scivolata sul milanista Simone, e sotto lo sguardo di Le Guen, durante la semifinale di Champions League.

### Nazionale
Entra nel giro della nazionale francese in giovane età per poi stranamente uscirne quando raggiunge la maturità calcistica. Disputa con la maglia dei Bleus 13 gare (con un gol) e partecipa al vittorioso campionato europeo del 1984, dove scende in campo nel secondo tempo della gara contro la Jugoslavia rilevando al 77º Jean-Marc Ferreri. Ha giocato 9 partite tra il 1982 al 1984 e 4 tra il 1988 e il 1989 nel suo breve ritorno in Nazionale.

## Controversie
Nel giugno 2012, in un'intervista all'edizione in lingua francese del portale web Yahoo! Sport, Daniel Bravo ha raccontato che nel 1997, quando militava nel Parma, i suoi compagni si sarebbero messi d'accordo con la squadra avversaria durante l'intervallo dell'«ultima partita importante della propria squadra» del campionato di Serie A 1996-1997 per mantenere il risultato parziale dell'incontro. Malgrado Bravo non abbia mai dichiarato quale fosse l'incontro in cui si sarebbe compiuto il presunto episodio di combine e nemmeno abbia citato alcun calciatore che potrebbe essere stato incriminato nella vicenda, secondo un articolo che trascrisse parzialmente l'intervista in francese a Bravo e che fu pubblicato sul giornale italiano Corriere della Sera (edizione del 18 giugno 2012), la gara potrebbe essere stata quella disputata tra il Parma e l'allora capolista Juventus – che aveva sei punti in più della formazione emiliana su nove da giocare – arbitrata da Pierluigi Collina e finita in parità con una rete per parte. La testimonianza di Bravo è stata successivamente smentita dai suoi ex compagni di squadra Mario Stanić ed Enrico Chiesa, nonché dall'allora calciatore bianconero Nicola Amoruso. Nella circostanza, il Parma quell'anno finì al secondo posto in campionato a 63 punti, dietro la squadra torinese campione d'Italia (65), la quale pareggiò le sue due ultime gare disputate in campionato.

## Statistiche

### Presenze e reti nei club
Statistiche aggiornate al termine della carriera.
| Stagione                   | Squadra                    | Campionato                 | Campionato | Campionato | Coppe nazionali | Coppe nazionali | Coppe nazionali | Coppe continentali | Coppe continentali | Coppe continentali | Altre coppe | Altre coppe | Altre coppe | Totale | Totale |
| Stagione                   | Squadra                    | Comp                       | Pres       | Reti       | Comp            | Pres            | Reti            | Comp               | Pres               | Reti               | Comp        | Pres        | Reti        | Pres   | Reti   |
| -------------------------- | -------------------------- | -------------------------- | ---------- | ---------- | --------------- | --------------- | --------------- | ------------------ | ------------------ | ------------------ | ----------- | ----------- | ----------- | ------ | ------ |
| 1980-1981                  | Nizza                      | D1                         | 29         | 2          | CF              | 1               | 0               | -                  | -                  | -                  | -           | -           | -           | 30     | 2      |
| 1981-1982                  | Nizza                      | D1                         | 33         | 5          | CF              | 2               | 0               | -                  | -                  | -                  | -           | -           | -           | 35     | 5      |
| 1982-1983                  | Nizza                      | D2                         | 29         | 11         | CF              | ?               | ?               | -                  | -                  | -                  | -           | -           | -           | 29+    | 11+    |
| 1983-1984                  | Monaco                     | D1                         | 34         | 6          | CF              | 9               | 3               | -                  | -                  | -                  | -           | -           | -           | 43     | 9      |
| 1984-1985                  | Monaco                     | D1                         | 36         | 9          | CF              | 8               | 3               | CU                 | 2                  | 0                  | SF          | 1           | 0           | 48     | 12     |
| 1985-1986                  | Monaco                     | D1                         | 34         | 8          | CF              | 2               | 0               | CdC                | 2                  | 0                  | -           | -           | -           | 38     | 8      |
| 1986-1987                  | Monaco                     | D1                         | 18         | 0          | CF              | 5               | 2               | -                  | -                  | -                  | -           | -           | -           | 23     | 2      |
| Totale Monaco              | Totale Monaco              | Totale Monaco              | 122        | 23         |                 | 24              | 8               |                    | 4                  | 0                  |             | 1           | 0           | 151    | 31     |
| 1987-1988                  | Nizza                      | D1                         | 21         | 3          | CF              | 5               | 1               | -                  | -                  | -                  | -           | -           | -           | 26     | 4      |
| 1988-1989                  | Nizza                      | D1                         | 29         | 15         | CF              | 5               | 2               | -                  | -                  | -                  | -           | -           | -           | 31     | 17     |
| 1989-1990                  | Paris Saint-Germain        | D1                         | 30         | 5          | CF              | 1               | 0               | CdC                | 4                  | 1                  | -           | -           | -           | 35     | 6      |
| 1990-1991                  | Paris Saint-Germain        | D1                         | 35         | 8          | CF              | 3               | 0               | -                  | -                  | -                  | -           | -           | -           | 38     | 8      |
| 1991-1992                  | Paris Saint-Germain        | D1                         | 36         | 6          | CF              | 2               | 0               | -                  | -                  | -                  | -           | -           | -           | 38     | 6      |
| 1992-1993                  | Paris Saint-Germain        | D1                         | 30         | 3          | CF              | 6               | 0               | CU                 | 6                  | 0                  | -           | -           | -           | 42     | 3      |
| 1993-1994                  | Paris Saint-Germain        | D1                         | 22         | 1          | CF              | 3               | 1               | CdC                | 7                  | 0                  | -           | -           | -           | 44     | 2      |
| 1994-1995                  | Paris Saint-Germain        | D1                         | 32         | 0          | CF+CdL          | 5+3             | 0               | UCL                | 12                 | 1                  | -           | -           | -           | 52     | 1      |
| 1995-1996                  | Paris Saint-Germain        | D1                         | 32         | 0          | CF+CdL          | 3+0             | 0               | CdC                | 8                  | 0                  | SF          | 0           | 0           | 43     | 0      |
| Totale Paris Saint-Germain | Totale Paris Saint-Germain | Totale Paris Saint-Germain | 217        | 23         |                 | 26              | 1               |                    | 37                 | 2                  |             | -           | -           | 280    | 26     |
| 1996-1997                  | Parma                      | A                          | 24         | 0          | CI              | 1               | 0               | CU                 | 2                  | 0                  | -           | -           | -           | 27     | 0      |
| lug.-nov. 1997             | Parma                      | A                          | 0          | 0          | CI              | 1               | 0               | UCL                | 0                  | 0                  | -           | -           | -           | 1      | 0      |
| Totale Parma               | Totale Parma               | Totale Parma               | 24         | 0          |                 | 2               | 0               |                    | 2                  | 0                  |             | -           | -           | 28     | 0      |
| nov. 1997-1998             | Olympique Lione            | D1                         | 14         | 4          | CF+CdL          | 4+0             | 0               | -                  | -                  | -                  | -           | -           | -           | 18     | 4      |
| 1998-1999                  | Olympique Marsiglia        | D1                         | 20         | 1          | CF+CdL          | 2+0             | 0               | CU                 | 7                  | 0                  | -           | -           | -           | 29     | 0      |
| 1999-2000                  | Nizza                      | D2                         | 19         | 1          | CF+CdL          | 1+1             | 0               | -                  | -                  | -                  | -           | -           | -           | 21     | 1      |
| Totale Nizza               | Totale Nizza               | Totale Nizza               | 160        | 37         |                 | 15+             | 3+              |                    | -                  | -                  |             | -           | -           | 175+   | 40+    |
| Totale carriera            | Totale carriera            | Totale carriera            | 557        | 88         |                 | 73+             | 12+             |                    | 50                 | 2                  |             | 1           | 0           | 681    | 102+   |

### Cronologia presenze e reti in nazionale
| Cronologia completa delle presenze e delle reti in nazionale ― Francia | Cronologia completa delle presenze e delle reti in nazionale ― Francia | Cronologia completa delle presenze e delle reti in nazionale ― Francia | Cronologia completa delle presenze e delle reti in nazionale ― Francia | Cronologia completa delle presenze e delle reti in nazionale ― Francia | Cronologia completa delle presenze e delle reti in nazionale ― Francia | Cronologia completa delle presenze e delle reti in nazionale ― Francia | Cronologia completa delle presenze e delle reti in nazionale ― Francia |
| Data                                                                   | Città                                                                  | In casa                                                                | Risultato                                                              | Ospiti                                                                 | Competizione                                                           | Reti                                                                   | Note                                                                   |
| ---------------------------------------------------------------------- | ---------------------------------------------------------------------- | ---------------------------------------------------------------------- | ---------------------------------------------------------------------- | ---------------------------------------------------------------------- | ---------------------------------------------------------------------- | ---------------------------------------------------------------------- | ---------------------------------------------------------------------- |
| 23-2-1982                                                              | Parigi                                                                 | Francia                                                                | 2 – 0                                                                  | Italia                                                                 | Amichevole                                                             | 1                                                                      | 77’                                                                    |
| 28-4-1982                                                              | Parigi                                                                 | Francia                                                                | 0 – 1                                                                  | Perù                                                                   | Amichevole                                                             | -                                                                      | 80’                                                                    |
| 14-5-1982                                                              | Lione                                                                  | Francia                                                                | 0 – 0                                                                  | Bulgaria                                                               | Amichevole                                                             | -                                                                      |                                                                        |
| 31-8-1982                                                              | Parigi                                                                 | Francia                                                                | 0 – 4                                                                  | Polonia                                                                | Amichevole                                                             | -                                                                      | 69’                                                                    |
| 7-9-1983                                                               | Copenaghen                                                             | Danimarca                                                              | 3 – 1                                                                  | Francia                                                                | Amichevole                                                             | -                                                                      |                                                                        |
| 12-11-1983                                                             | Zagabria                                                               | Jugoslavia                                                             | 0 – 0                                                                  | Francia                                                                | Amichevole                                                             | -                                                                      |                                                                        |
| 18-4-1984                                                              | Strasburgo                                                             | Francia                                                                | 1 – 0                                                                  | Germania Ovest                                                         | Amichevole                                                             | -                                                                      |                                                                        |
| 1-6-1984                                                               | Marsiglia                                                              | Francia                                                                | 2 – 0                                                                  | Scozia                                                                 | Amichevole                                                             | -                                                                      | 46’                                                                    |
| 19-6-1984                                                              | Saint-Étienne                                                          | Francia                                                                | 3 – 2                                                                  | Jugoslavia                                                             | Euro 1984 - 1º turno                                                   | -                                                                      | 77’                                                                    |
| 28-9-1988                                                              | Parigi                                                                 | Francia                                                                | 1 – 0                                                                  | Norvegia                                                               | Qual. Mondiali 1990                                                    | -                                                                      |                                                                        |
| 22-10-1988                                                             | Nicosia                                                                | Cipro                                                                  | 1 – 1                                                                  | Francia                                                                | Qual. Mondiali 1990                                                    | -                                                                      |                                                                        |
| 19-11-1988                                                             | Belgrado                                                               | Jugoslavia                                                             | 3 – 2                                                                  | Francia                                                                | Qual. Mondiali 1990                                                    | -                                                                      | 68’                                                                    |
| 11-10-1989                                                             | Parigi                                                                 | Francia                                                                | 3 – 0                                                                  | Scozia                                                                 | Qual. Mondiali 1990                                                    | -                                                                      | 81’                                                                    |
| Totale                                                                 |                                                                        | Presenze                                                               | 13                                                                     |                                                                        | Reti                                                                   | 1                                                                      |                                                                        |

## Palmarès

### Club

#### Competizioni nazionali
- Coppa di Francia: 3

Monaco: 1984-1985
Paris Saint-Germain: 1992-1993, 1994-1995
- Supercoppa francese: 1

Monaco: 1985
- Campionato francese: 1

Paris Saint-Germain: 1993-1994
- Coppa di Lega francese: 1

Paris Saint-Germain: 1994-1995

#### Competizioni internazionali
- Coppa delle Coppe: 1

1995-1996

### Nazionale
- Campionato d'Europa: 1

Francia 1984